# 森篤夫
森 篤夫（もり あつお、1953年6月6日 - ）は、日本の俳優、声優、ナレーターである。所属事務所は東京俳優生活協同組合。東京都出身。俳協養成所5期生。

## 来歴・人物
1980年代から1990年代前半は東映特撮番組などに出演していた。現在は主にナレーションを担当。

## 主な出演作品

### テレビドラマ
- 帝銀事件 大量殺人・獄中32年の死刑囚（1980年1月26日、ANB）
- 大捜査線 第6話（1980年2月14日、CX）　杉田次郎役
- 砂の家
- 徳川家康（織田信忠）
- 不良少女と呼ばれて
- ボクの婚約者
- 松本清張サスペンス・箱根初詣で（1986年6月2日、KTV）
- 池中玄太80キロ
- 太陽にほえろ!
- おしん
- 少女コマンドーIZUMI 第10話（1988年1月14日、CX）
- 港古志郎警視
- はぶらし/女友だち 第7話（2016年2月16日、NHK BSプレミアム） - 真壁慎司 役

### 特撮
- ウルトラマン80（作業員）※第11話
- 仮面ライダーシリーズ
  - 仮面ライダーBLACK（救急隊員、マコトの父）
  - 仮面ライダーBLACK RX（官房長ロボット・チャックラムの声、怪魔ロボット・スクライドの声、怪魔ロボット・デスガロンの声、怪魔ロボット・スピングレーの声）
  - 仮面ライダー世界に駆ける（再生トリプロンの声、再生デスガロンの声）
- スーパー戦隊シリーズ
  - 太陽戦隊サンバルカン（患者役）※俳優として
  - 超獣戦隊ライブマン（獣人オブラーの声、ボンバーヅノーの声）
  - 高速戦隊ターボレンジャー（ネジクレボーマの声、アギトボーマの声、ドグウボーマの声、ゴクアクボーマの声、炎魔の声）
  - 地球戦隊ファイブマン（デンキウナギンの声）
  - 恐竜戦隊ジュウレンジャー（ドーラナイトの声、ドーラユニコーンの声）
- スパイダーマン（警官）
- ゲゲゲの鬼太郎「妖怪奇伝魔笛エロイムエッサイム」（川ざるの声）
- 大予言/復活の巨神（ギャタンの声）
- 魔法少女ちゅうかなぱいぱい!（森先生）
- 魔法少女ちゅうかないぱねま!（森先生）
- 不思議少女ナイルなトトメス第7話「クレオパトラのアッシー君」
- メタルヒーローシリーズ
  - 超人機メタルダー（ヨロイ軍団長凱聖クールギンの声、戦闘ロボット軍団暴魂トップガンダーの声、戦闘ロボット軍団軽闘士ブルキッドの声、機甲軍団激闘士ストローブの声、モンスター軍団激闘士ザケムボーの声）
  - 世界忍者戦ジライヤ（風忍馬風破の声、爆忍ロケットマンの声※第14話、聖忍アラムーサの声、医者※第28話・俳優として）
  - 機動刑事ジバン（真奈美の父、ハンターノイドの声、パンサーノイドの声、ユニコーンノイドの声）
  - 特警ウインスペクター（田辺、ブライアンの声）
  - 特捜エクシードラフト（北川）
  - 特捜ロボ ジャンパーソン（佐川）
  - ブルースワット（TR-99の声、レトの声）

### 映画
- 春らんまん結婚記（藤原正純）
- SAWADA 青森からベトナムへ ピュリッツァー賞カメラマン沢田教一の生と死

### テレビアニメ
- 家なき子
- ペリーヌ物語

### ナレーション
- 色の名前
- うたばん
- 競輪場風土記
- 知りたいKEIBA情報局
- スーパーニュース
- 世界のリポート
- 千夜釣行
- ニュースステーション
- 報道ステーション
- 恋愛マスター
- 鹿島建設（ＣＭ）

## CM
- 鹿島建設（ナレーション）
- サントリー「オメガエイド」（2018年）